# Magdalena Contreras
Magdalena Contrerasⓘ (La Magdalena Contreras) - jedna z szesnastu dzielnic Dystryktu Federalnego (miasta Meksyk). Położona w środkowo-zachodniej części Dystryktu Federalnego.